# Hui Cheung-wai
Hui Cheung-wai (chinesisch 許翔威 / 许翔威, Pinyin Xú Xiāngwēi, Jyutping Heoi2 Coeng4wai1, * 1963 in Hongkong) ist ein chinesischer Komponist.

## Leben
Hui studierte 1986 Komposition bei Hwang Yau-tai. Seit 1987 lehrt er am Hong Kong International Institute of Music. Es folgten Kompositionsstudien bei Chen Ning-chi. 1989 erlangte er sein Diplom. Im Jahr 1996 graduierte er von der Chinese University of Hong Kong (CUHK) mit dem Bachelor of Arts (Hon). 1997 schloss er den Master of Music an.
Seit 1990 ist er Editor des Music Companion und veröffentlichte 1998 das Vademecum A Treasury of Chinese Music.
Er wurde Berater des Hong Kong Guitar Orchestra (seit 2008 Composer in Residence), des Hong Kong Music Institute und des Tuen Mun Children Choir. Hui ist Vorsitzender der Hong Kong Music Institute Alumni Association. 2002 wurde er Ehrenkomponist der Hong Kong Harmonica Association.
1987 erreichte er mit Yun für Klavier den Durchbruch. Seine Musik wurde bereits von renommierten Orchestern (u. a. Hong Kong Philharmonic Orchestra und Hong Kong Chinese Orchestra) und Kammermusikensembles (u. a. Arditti Quartett und Ensemble Sortisatio) weltweit (u. a. Carnegie Hall und Lincoln Center) aufgeführt. Bisher komponierte er 150 Werke, u. a. Elektronische Musik, Filmmusik, Vokal- und Instrumentalmusik.
2006 war er Musikdirektor des Konzertes zum 100. Geburtstag von Professor Harold H. T. Wei.
Seit 1998 ist er Dozent an der CUHK.

## Auszeichnungen
- Erster Preis in Chinese Instrumental Composition des Hong Kong Young Musician’s Awards (1989)
- Dritter Preis in Western Instrumental Composition des Hong Kong Young Musician’s Awards (1989)

## Filmmusik
- 1992: Making Up
- 1994: Long Distance Call
- 1996: Betrayal
- 2002: The Design & Art of Kan Tai-keung
- 2002: The Eight Strokes of Yong (Eternity)
- 2003: Alan Chan-The Art of Living
- 2006: Expression of Ink and Brushes
- 2006: Unique

## Diskographie (Auswahl)
- Fang Yuan Fang Yuan (2008)
- Chamber Works By Hong Kong Com (2001)
- Homeland
- White Bird
- Retrospect
- Wu Wu
- Three Thoughts